# جایاراج
جایاراج (انگلیسی: Jayaraj؛ زادهٔ ۴ اوت ۱۹۶۰) کارگردان فیلم و تهیه‌کننده فیلم اهل هند است. وی برنده جایزه ملی فیلم بهترین کارگردانی شده‌است.